# Adnan Mravac
Adnan Mravac (Banja Luka, 10 april 1982) is een betaald voetballer uit Bosnië-Herzegovina die bij voorkeur in de verdediging speelt. Hij verruilde in augustus 2009 SV Mattersburg voor KVC Westerlo. In oktober 2008 debuteerde hij in het Bosnisch voetbalelftal.

## KVC Westerlo
De 1,91 m lange Bosniër speelt sinds 27 augustus 2009 bij KVC Westerlo. Hij werd aangetrokken vanwege defensieve zorgen bij KVC Westerlo. Hij beleefde ook een droomdebuut bij zijn nieuwe club. Op de zesde speeldag van de Jupiler Pro League maakte hij zijn debuut uit tegen Excelsior Moeskroen. Hij scoorde de winnende treffer en bezorgde zo Westerlo de eerste zege van het seizoen 2009-2010. Op speeldag zeven kreeg hij zijn eerste rode kaart na een zware overtreding op Daniel Cruz, met als gevolg een schorsing van zes speeldagen.

## Clubgeschiedenis
Mravac kwam over van de Oostenrijkse club SV Mattersburg. Hij speelde 185 wedstrijden bij deze club, waarin hij drie keer scoorde. In het seizoen 2001-2002 speelde hij voor het Noorse Lillestrøm SK. Daarin speelde hij maar negen wedstrijden. Hij begon zijn carrière bij de Kroatische club NK Međimurje Čakovec. In het seizoen 2000-2001 speelde hij vijf wedstrijden voor deze club.

## Clubstatistieken
| Seizoen | Club                 | Land       | Competitie                 | Wedst | goals |
| ------- | -------------------- | ---------- | -------------------------- | ----- | ----- |
| 2000/01 | NK Međimurje Čakovec | Kroatië    | 1. Hrvatska Nogometna Liga | 5     | 0     |
| 2001/02 | Lillestrøm SK        | Noorwegen  | Tippeligaen                | 9     | 0     |
| 2002/03 | SV Mattersburg       | Oostenrijk | Bundesliga                 |       |       |
| 2003/04 | SV Mattersburg       | Oostenrijk | Bundesliga                 |       |       |
| 2004/05 | SV Mattersburg       | Oostenrijk | Bundesliga                 |       |       |
| 2005/06 | SV Mattersburg       | Oostenrijk | Bundesliga                 | 18    | 0     |
| 2006/07 | SV Mattersburg       | Oostenrijk | Bundesliga                 | 8     | 1     |
| 2007/08 | SV Mattersburg       | Oostenrijk | Bundesliga                 | 1     | 1     |
| 2008/09 | SV Mattersburg       | Oostenrijk | Bundesliga                 | 33    | 1     |
| 2009/10 | KVC Westerlo         | België     | Jupiler Pro League         | 18    | 2     |
| 2009/10 | KVC Westerlo         | België     | Play-Off II A              | 6     | 0     |
| 2010/11 | KVC Westerlo         | België     | Jupiler Pro League         | 27    | 0     |
| 2010/11 | KVC Westerlo         | België     | Play-Off II A              | 5     | 0     |
| 2011/12 | SV Mattersburg       | Oostenrijk | Bundesliga                 | 13    | 0     |
|         |                      |            | Totaal                     | 143   | 5     |

Laatst bijgewerkt: 01-11-11

## Internationaal
Sinds 2008 speelt hij voor Bosnië-Herzegovina. Hij speelde tot dusver tien interlands, tegen onder meer Armenië op 15 oktober 2008 en België op 28 maart 2009.